# Вијаређо
Вијаређо (итал. Viareggio) град је у средишњој Италији, други по величини и значају град округа Лука у оквиру италијанске покрајине Тоскана.
Град Вијаређо је познат као најважније морско летовалиште у Тоскани са дугим плажама и низом хотела, од којих су многи са традицијом дужом од једног века.

## Природне одлике
Град Вијаређо налази се у средишњем делу Италије, 80 км северозападно од Фиренце, седишта покрајине. Град се налази на источној обали Тиренског мора. Град се сместио у приобалној равници, изнад које се издижу Апенини.

## Географија
| Клима (Вијаређо)           | Клима (Вијаређо) | Клима (Вијаређо) | Клима (Вијаређо) | Клима (Вијаређо) | Клима (Вијаређо) | Клима (Вијаређо) | Клима (Вијаређо) | Клима (Вијаређо) | Клима (Вијаређо) | Клима (Вијаређо) | Клима (Вијаређо) | Клима (Вијаређо) | Клима (Вијаређо) |
| Показатељ \ Месец          | .Јан.            | .Феб.            | .Мар.            | .Апр.            | .Мај.            | .Јун.            | .Јул.            | .Авг.            | .Сеп.            | .Окт.            | .Нов.            | .Дец.            | .Год.            |
| -------------------------- | ---------------- | ---------------- | ---------------- | ---------------- | ---------------- | ---------------- | ---------------- | ---------------- | ---------------- | ---------------- | ---------------- | ---------------- | ---------------- |
| Средњи максимум, °C (°F)   | 11,1 (52)        | 11,5 (52,7)      | 13,5 (56,3)      | 16,6 (61,9)      | 20,1 (68,2)      | 23,5 (74,3)      | 26,3 (79,3)      | 26,0 (78,8)      | 24,0 (75,2)      | 20,2 (68,4)      | 15,6 (60,1)      | 12,6 (54,7)      | 26,3 (79,3)      |
| Средњи минимум, °C (°F)    | 4,4 (39,9)       | 5,2 (41,4)       | 7,0 (44,6)       | 10,1 (50,2)      | 13,6 (56,5)      | 17,1 (62,8)      | 19,5 (67,1)      | 19,1 (66,4)      | 16,8 (62,2)      | 12,9 (55,2)      | 9,3 (48,7)       | 6,0 (42,8)       | 4,4 (39,9)       |
| Количина падавина, mm (in) | 66 (26)          | 75 (29,5)        | 73 (28,7)        | 66 (26)          | 65 (25,6)        | 43 (16,9)        | 30 (11,8)        | 73 (28,7)        | 75 (29,5)        | 136 (53,5)       | 162 (63,8)       | 96 (37,8)        | 960 (377,8)      |
| [ тражи се извор ]         |                  |                  |                  |                  |                  |                  |                  |                  |                  |                  |                  |                  |                  |

## Становништво
Према резултатима пописа становништва 2011. у општини је живело 61.857 становника.
| 1931.  | 1936.  | 1951.  | 1961.  | 1971.  | 1981.  | 1991.  | 2001.  | 2011.  |
| ------ | ------ | ------ | ------ | ------ | ------ | ------ | ------ | ------ |
| 32.452 | 35.594 | 41.764 | 47.323 | 55.737 | 58.263 | 57.514 | 61.103 | 61.857 |

Вијаређо данас има око 64.000 становника, махом Италијана. Током протеклих деценија у град се доселило много досељеника из иностранства.

## Партнерски градови
- Сан Бенедето дел Тронто
- Бастија
- Ополе
- Ачиреале
- Стријано
- Палма Кампанија

## Галерија
- Црква св. Антонија
- Познати „Гранд“ хотел
- Бродови у Бурламака каналу
- Градски карневал